# ذيل الفأر
ذيل الفأر أو خَشِيْلَة (الاسم العلمي: Myosurus) هو جنس من النباتات يتبع فصيلة الحوذانية من الرتبة الحوذانيات.